# 한국전자홀딩스

한국전자홀딩스 社旗

한국전자홀딩스(KEC Holdings)는 투자사업을 전문으로 하는 지주회사이며 자회사인 반도체 회사이다.

## 연혁
- 1969년 9월: KEC와 다이나톤의 전신인 한국도시바주식회사 설립
- 1972년 11월: 한국테레비주식회사 설립
- 1974년 3월: 한국도시바주식회사에서 한국전자주식회사로 사명 변경
- 1981년 7월: 한국테레비주식회사를 흡수 합병하고 한국전자주식회사로 사명 동일
- 1984년 1월: KEC 종합연구소 설립
- 1987년 4월: 국내최초 전자악기 다이나톤 생산 개시
- 1988년 7월: 홍콩 현지 판매 법인 설립
- 1988년 10월: KEC 노동조합 설립
- 1990년 10월: 태국 현지 생산 법인 설립
- 1992년 1월 제 29회 무역의 날 '금탑산업훈장' 수훈
- 1993년 4월: 일본 현지 판매 법인 설립
- 1993년 7월: 싱가포르 현지 판매 법인 설립
- 1993년 8월: 중국 상하이 사무소 설립
- 1994년 10월: 타이완 사무소 설치
- 1995년 2월: 방콕 사무소 개설
- 1995년 5월: 중국 현지 생산 법인 설립
- 1995년 9월: 양재동 사옥 입주
- 1996년 1월: 타이완 현지 판매 법인 설립
- 1997년 6월: KEC그룹 출범(국내 계열사: 9개사, 해외 현지법인: 9개사)
- 2000년 5월: 사명 변경 (국문명: 주식회사 케이이씨, 영문명: KEC Corporation), 국제적인 품질인증 시스템 QS 9000 인증 획득, 싱가포르 현지판매법인 KEC-S, KENWOOD 사로부터 BEST AWARD 수상, 서울연구센터 설립
- 2002년 1월: 케이이씨 상하이사무소 설립
- 2004년 5월: 서울연구센터 설립
- 2004년 12월: 구로사옥 입주
- 2006년 3월: 경북 구미에 MOS FAB 공장을 준공
- 2006년 9월: 기업 분할 (존속법인: 주식회사 KEC홀딩스, 신설법인: 주식회사 케이이씨)
- 2010년: KEC홀딩스에서 한국전자홀딩스로 사명 변경

## 국내 자회사 및 관계사
- 케이이씨 (KEC | KEC Corporation)
- 티에스피 (TSP | 구.태석정밀)
- 티에스피에스 (완주공장, TSPS | 구.태석전자)
- 케이이씨 디바이스 (KEC Device)
- 케이이씨 엠코 (KEC Amco)

## 해외 자회사 및 관계사
- 케이이씨 홍콩 (홍콩, KEC Hong Kong)
- 케이이씨 싱가포르 (싱가포르, KEC Singapore)
- 케이이씨 타이완 (대만, KEC Taiwan)
- 케이이씨 아메리카 (미국, KEC America)
- 케이이씨 타일랜드 (태국, KEC Thailand)
- 케이이씨 상하이 (중국 상해, KEC Shanghai)
- 타이 케이이씨 세일즈 (태국, Thai KEC Sales)
- 무석 케이이씨 (중국 무석, Wuxi KEC)
- 무석 케이이씨 세미컨덕터 (중국 무석, Wuxi KEC Semiconductor)
- 중산 케이이씨 (중국 중산, Zhongshan KEC)

## 참고 자료
- KEC, LED 게 섯거라![깨진 링크(과거 내용 찾기)]
- KEC 사태일지[깨진 링크(과거 내용 찾기)]
- KEC 직장폐쇄에 따른 회사의 입장 보관됨 2016-03-05 - 웨이백 머신
- KEC 파업 농성 극적 타결
- KEC 노사교섭 징계·손해배상 최소화 핵심쟁점